# Brandon Hagel
Brandon Hagel (* 27. August 1998 in Saskatoon, Saskatchewan) ist ein kanadischer Eishockeyspieler, der seit März 2022 bei den Tampa Bay Lightning in der National Hockey League unter Vertrag steht. Mit der kanadischen Nationalmannschaft gewann der linke Flügelstürmer bei der Weltmeisterschaft 2021 die Goldmedaille.

## Karriere
Brandon Hagel wurde in Saskatoon geboren und spielte in seiner Jugend in seiner Heimatprovinz Saskatchewan in der Nachwuchsorganisation der Fort Saskatchewan Rangers. Nach wenigen Einsätzen bei den Whitecourt Wolverines in der zweitklassigen Alberta Junior Hockey League (AJHL) gelang ihm zur Saison 2015/16 der Sprung zu den Red Deer Rebels in die ranghöhere Western Hockey League (WHL). Als Rookie verzeichnete er 47 Scorerpunkte in 72 Partien und wurde anschließend im NHL Entry Draft 2016 an 159. Position von den Buffalo Sabres berücksichtigt. Vorerst lief der linke Flügelstürmer jedoch für drei weitere Jahre in Red Deer auf, wobei er in der Spielzeit 2018/19 mit 102 Punkten seine mit Abstand beste persönliche Statistik erreichte und daher ins WHL East Second All-Star Team gewählt wurde. Dabei trat er vor allem als Vorlagengeber in Erscheinung, so beendete er seine Juniorenkarriere mit insgesamt 176 Assists, womit er den bisherigen Team-Rekord der Rebels von Arron Asham (161) übertraf.
Im Oktober 2018 unterzeichnete Hagel einen Einstiegsvertrag bei den Chicago Blackhawks, nachdem ihn die Buffalo Sabres bis Sommer 2018 nicht verpflichtet hatten und er somit als Free Agent galt. Für das Farmteam der Blackhawks, die Rockford IceHogs, gab der Angreifer am Ende der Spielzeit 2018/19 sein Profidebüt in der American Hockey League (AHL). Dort verbrachte er auch den Großteil der Folgesaison 2019/20, wobei er parallel dazu im März 2020 seinen Einstand bei den Blackhawks in der National Hockey League (NHL) feierte. Nachdem er den verzögerten Beginn der Saison 2020/21 in der Schweizer Swiss League beim HC Thurgau verbracht hatte, etablierte sich der Kanadier im NHL-Aufgebot Chicagos. Die Spielzeit 2020/21 beendete er mit 24 Punkten aus 52 Spielen und unterzeichnete anschließend im August 2021 einen neuen Dreijahresvertrag in der „Windy City“.
Im März 2022 wurde Hagel jedoch samt je einem Viertrunden-Wahlrecht für die NHL Entry Drafts 2022 und 2024 an die Tampa Bay Lightning abgegeben. Zu diesem Zeitpunkt hatte er seine Leistung bereits auf 37 Punkte aus 52 Partien gesteigert. Im Gegenzug erhielten die Blackhawks Boris Katchouk und Taylor Raddysh sowie zwei konditionale Erstrunden-Wahlrechte, je eines für die Drafts 2023 und 2024. Beide sind „Top 10 protected“, verschieben sich also automatisch um zwei Jahre nach hinten, sofern sie sich unter den ersten zehn Wahlrechten des jeweiligen Jahres befinden. In den anschließenden Playoffs 2022 erreichte er mit dem Team das Endspiel um den Stanley Cup – für Tampa nach bereits zwei Titeln das dritte in Folge – verpasste dabei jedoch den erneuten und für ihn ersten Erfolg durch eine 2:4-Niederlage gegen die Colorado Avalanche. In der Saison 2022/23 verzeichnete der Angreifer mit 64 Punkten aus 81 Partien seine bisher mit Abstand beste persönliche Statistik. Diese verbesserte er in den folgenden beiden Jahren schrittweise bis auf 90 Punkte in 82 Partien der Saison 2024/25, an deren Ende er auch ins NHL Second All-Star Team gewählt wurde.

### International
Ohne zuvor in einer Juniorennationalmannschaft berücksichtigt worden zu sein, gehörte Hagel bei der Weltmeisterschaft 2021 in Lettland zum Kader der A-Nationalmannschaft seines Heimatlandes, kam dort in allen zehn Partien des Turniers zum Einsatz und gewann mit dem Team prompt den Weltmeistertitel. Ebenfalls vertrat er das Team Canada bei der Weltmeisterschaft 2024.

## Erfolge und Auszeichnungen
- 2019 WHL East Second All-Star Team
- 2021 Goldmedaille bei der Weltmeisterschaft
- 2025 Gewinn des 4 Nations Face-Off
- 2025 NHL Second All-Star Team

## Karrierestatistik
Stand: Ende der Saison 2024/25

### International
Vertrat Kanada bei: 
- Weltmeisterschaft 2021
- Weltmeisterschaft 2024
- 4 Nations Face-Off 2025

(Legende zur Spielerstatistik: Sp oder GP = absolvierte Spiele; T oder G = erzielte Tore; V oder A = erzielte Assists; Pkt oder Pts = erzielte Scorerpunkte; SM oder PIM = erhaltene Strafminuten; +/− = Plus/Minus-Bilanz; PP = erzielte Überzahltore; SH = erzielte Unterzahltore; GW = erzielte Siegtore; 1 Play-downs/Relegation; Kursiv: Statistik nicht vollständig)